# Apocephalus insolitus
Apocephalus insolitus är en tvåvingeart som beskrevs av Borgmeier 1967. Apocephalus insolitus ingår i släktet Apocephalus och familjen puckelflugor. Inga underarter finns listade i Catalogue of Life.